# 华蓥市
华蓥市是四川省广安市的一個县级市，位于四川省东部。全市面积470平方千米，总人口约36万。城市建成面积5.5平方公里，城区人口5万。市政府驻地雙河街道。

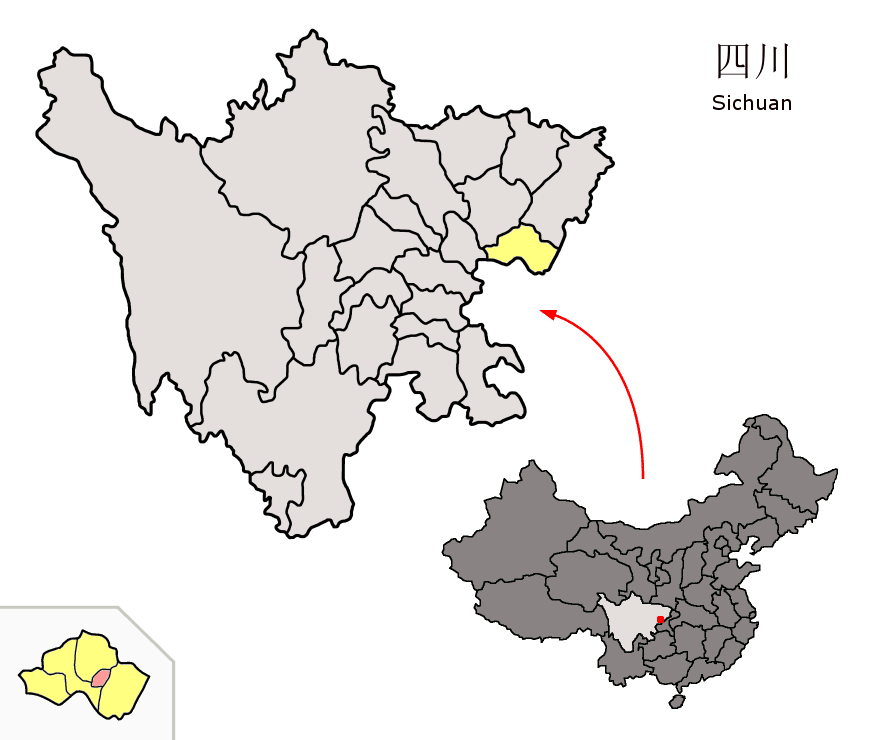
华蓥市的地理位置

## 地理位置
华蓥市位于四川省东部、华蓥山中段西麓，东接邻水县，南连重庆北碚区，西接合川市和岳池县，北邻广安区。面积约为470平方公里。

### 水系
城西紧靠嘉陵江的支流渠江（又名渠河），它在合川市钓鱼山下云门镇姚家沟村附近注入嘉陵江。全长720千米，流域面积3.92万平方千米，多年平均流量约为663立方米/秒。

### 山脉
华蓥山又名称西山，古称华银山，是川中丘陵和川东平行岭谷的天然界山，山脉呈东北至西南走向，北起大巴山南麓达州市境内的万源市南部，南延至重庆永川黄瓜山，纵跨四川、重庆两省市的15个县（市、区），延绵300余公里，有九峰山、缙云山和中梁山3条支脉。山势东缓西陡，平均海拔800米～1000米，主峰高登山海拔1704.1米，为四川盆地底部最高峰；次峰宝鼎位于华蓥山中段、现华蓥市溪口镇境内，海拔1586米，是川东佛教圣地，享有“川东峨眉”的美誉。

## 行政区划
华蓥市下辖3个街道办事处、8个镇、1个乡：
双河街道、古桥街道、华龙街道、天池镇、禄市镇、永兴镇、明月镇、阳和镇、高兴镇、溪口镇、庆华镇和红岩乡。

## 历史
華鎣境域古屬梁州地，春秋戰國時期為巴國屬地，秦朝首立郡縣制後，市境隸屬隨朝代更迭和政區建置調整數度變更，所屬政區名亦屢有變更。其間，秦朝至隋末唐初，市境先後分屬巴郡、巴西郡及宕渠郡，為褺江縣、宕渠縣、安漢縣分治。
唐朝市境分屬果州(南充郡)岳池縣、渠州(潾山郡)渠江縣，合州石鏡縣所治。
宋時市境為廣安軍(寧西軍)岳池縣、渠江縣，合州石照縣分治。
元朝市境分屬廣安府岳池縣、渠江縣，合州石照縣。
明代市境分別為廣安州、岳池縣及合州所轄。
清康熙年間(1662—1722年)置資馬鄉，鄉治伏龍場，屆岳池三鄉之一。鄉轄華鎣地區的書台一、二里，含陽和、高興、觀音溪、大溪口(今溪口)、觀勝(今慶華鎮二居委)、福星(今高坪)等地。嘉慶年間(1796—1820年)，廣安州以明月地廣，尋以分置上下明月鄉，屬廣安八鄉之一。上明月鄉，鄉治代市(今廣安縣代市鎮)，轄華鎣地區的長葛、仙城、漂草三里，含：天池、祿馬堡(今祿市)等地。下明月鄉，鄉治明月場，轄龍官、皛然、申福、樂山、東安、清溪、太平、鶴占八里，含：明月、永興、雙河等地。
民國時期(1912一1949年)，鄉轄區縮小，建置增加。民國9年(1920年)，置明月鎮和永興、雙河、天池、祿市4鄉。民國10年(1921年)，岳池縣於資馬鄉設第三區，轄今華鎣境內的高興、陽合、福星，華鎣4鄉。民國18年(1929年)，第三區更名第四區。民國21年(1932年)，撤銷明月鎮，復置明月鄉。民國24年(1935年)，置慶合鄉，鄉治慶合場(今慶華鎮)。同年，廣安縣於永興置第四區。民國37年(1948年)，更名第五區，轄永興、回龍、祿市、天池、雙河、古橋、三台、明月8鄉。民國27年(1938年)，置華鎣鄉，鄉治觀勝場(今慶華鎮二居委)。民國29年(1940年)，置高陽鄉(今高興、陽和)。民國31年(1942年)，省高陽，分置高興、陽和2鄉，是年置回龍、古橋、銅堡、三聖、福星5鄉。民國38年(1949年)，省福星鄉，併入華鎣鄉。至此，民國時期的華鎣地區，共置15個鄉，廢2個鄉，實置13個鄉。
1949年12月3日，中國人民解放軍進入合川縣，12月9日，進入廣安縣，12月16日，進入岳池縣。12月26日，廣安縣於雙河置雙河區人民政府，仍領原第五區的9鄉。1950年，岳池縣置高興區人民政府，領華鎣、福星，高興，陽和4鄉人民政府。1953年，廣安縣改雙河區為第十三區，領永興、雙龍、雙河、銅堡、果子，明月、三聖、古橋8鄉。天池鄉劃入桂興區。是年，置第十四區，區治祿市，轄祿市，回龍、飛鳳、新民，三台5鄉。1953年，岳池縣改高興區為第十一區，區治慶華鎮，轄慶華、華鎣，新合，溪口、福星、雞心1鎮5鄉。高興、陽和兩鄉劃入第十區。1954年1月，合川縣屬第十二區的慶合、新合2鄉劃歸岳池縣轄。1955年12月，廣安縣撤銷第十四區，祿市劃入代市區，新民，三台劃入觀塘區，回龍劃入水興區。是年，改區名，廣安縣改第十三區為永興區，岳池縣改第十一區為華鎣區。
1964年，華鎣山中段被國家選定為“三線建設”工業基地。1965—1978年，沿華鎣山中段西麓北起祿市鎮，南至溪口鎮不足100平方千米的狹長地帶，先後建起6個國有軍工企業、2個省屬軍工企業及一批原煤、水泥生產企業。至1978年初，此區域發展成為國家三線建設光學儀器、機械加工工業基地和川東北能源建材基地。為探索工農結合、城鄉結合、廠社結合發展途經，促進區域經濟社會發展，1978年3月9日，中共南充地委向中共四川省委、四川省革命委員會呈報《關於建立中共華鎣工農示範區委員會、華鎣工農示範區革命委員會的報告》。4月8日，中共四川省委、四川省革命委員會批准籌建。6月1日，中共南充地委、南充地區行政公署成立華鎣工農示範區籌建處。11月10日，經中共四川省委和四川省革命委員會批准，析廣安縣9個人民公社、岳池縣7個人民公社和1個鎮，設立縣級行政區——華鎣工農示範區，成立中共華鎣工農示範區委員會和華鎣工農示範區革命委員會，隸屬南充地區行政公署管轄，區委、區革委駐雙河場。
1978年11月10日，析廣安縣東南的永興、回龍（今華龍）、雙河、古橋、三聖、銅堡、明月、祿市和岳池縣西南的慶華鎮、華鎣（今慶華）、溪口、雞心（今觀音溪）、新合（今慶合）、福星（今高坪）、高興、陽和等1鎮16個人民公社、176個生產大隊、1270個生產隊成立縣級華鎣工農示範區。區委、區革委駐雙河場。華鎣工農示範區建立時，領1鎮16個人民公社革命委員會。
1979年10月5日，經國務院批准，改華鎣工農示範區為華雲工農區，建制及行政區劃不變。
1980年12月，改各鄉鎮的人民公社革命委員會為管理委員會。
1983年3月3日，華雲工農區劃歸重慶市管轄。
1983年9月9日，華雲工農區仍劃歸南充地區管轄。
1983年11月28日，析雙河、溪口兩場鎮周圍的部分村，分別置雙河鎮和溪口鎮。1984年，改人民公社管理委員會為鄉鎮人民政府。1985年2月4日，國務院批復撤銷華雲工農區，建立縣級華鎣市，轄原華雲工農區行政區域，歸省政府直管，委託南充地區行政公署代管。市委、市政府駐雙河鎮。1985年，改天池、祿市、永興、高興、觀音溪5鄉為鎮。1986年1月，將雙河鄉併入雙河鎮。至此，華鎣市領8鄉8鎮。1993年7月2日，華鎣市劃歸廣安地區，由省政府直管，委託廣安地區行政公署代管。1998年7月31日，國務院批准撤銷廣安地區，設立地級廣安市，華鎣市建制、行政區劃及駐地不變，由廣安市政府代管。2005年，市委、市政府駐雙河街道辦事處。

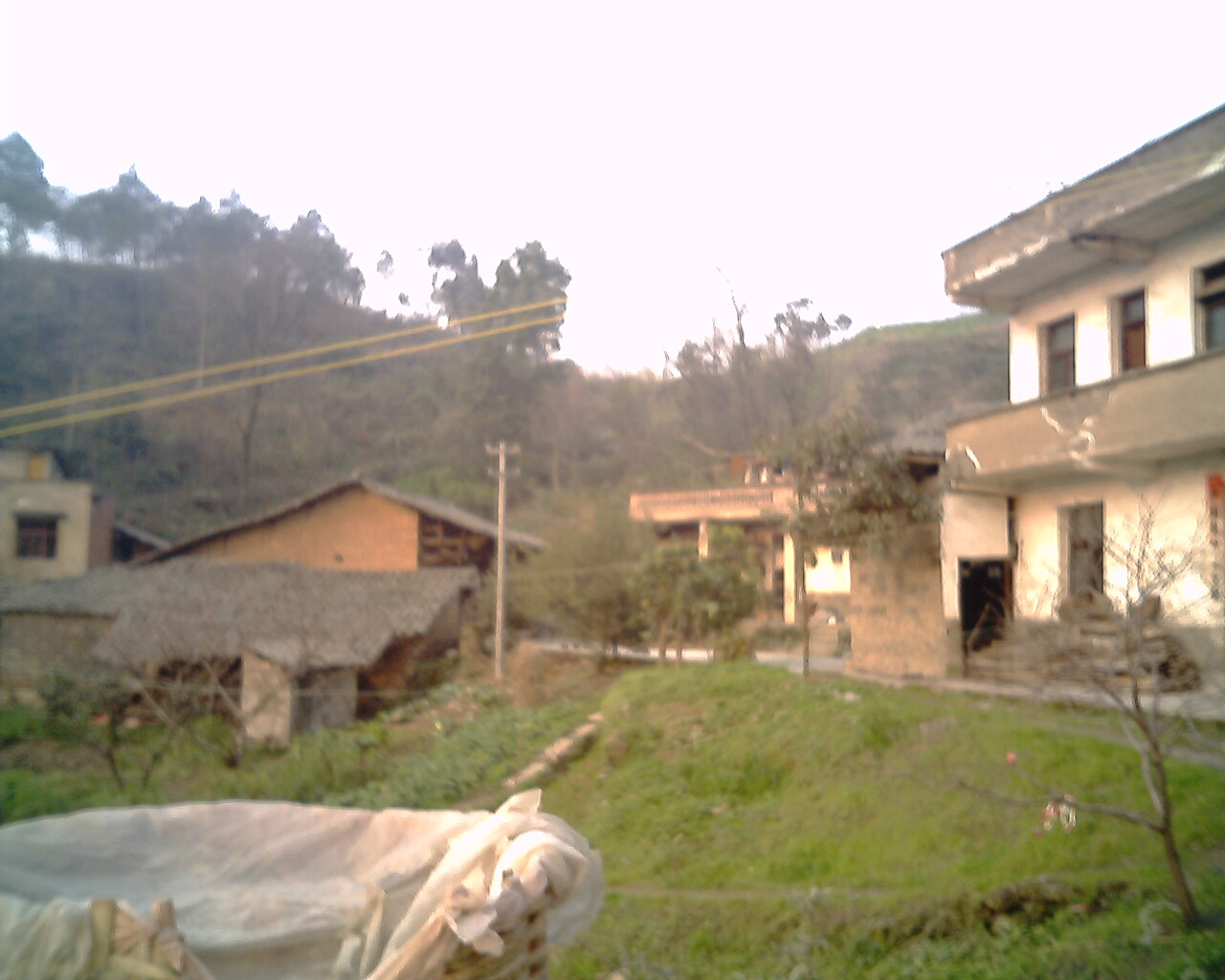
华蓥市的乡村

## 交通
- 襄渝铁路纵贯全境并设有四个车站。
- 银昆高速公路
- 沪蓉高速公路
- 244国道
- 渠江在境内有两个货运码头。

## 地方特产
- 华蓥毛峰、蕨菜、黄花梨、广安蜜梨：中国地理标志产品。

## 旅游

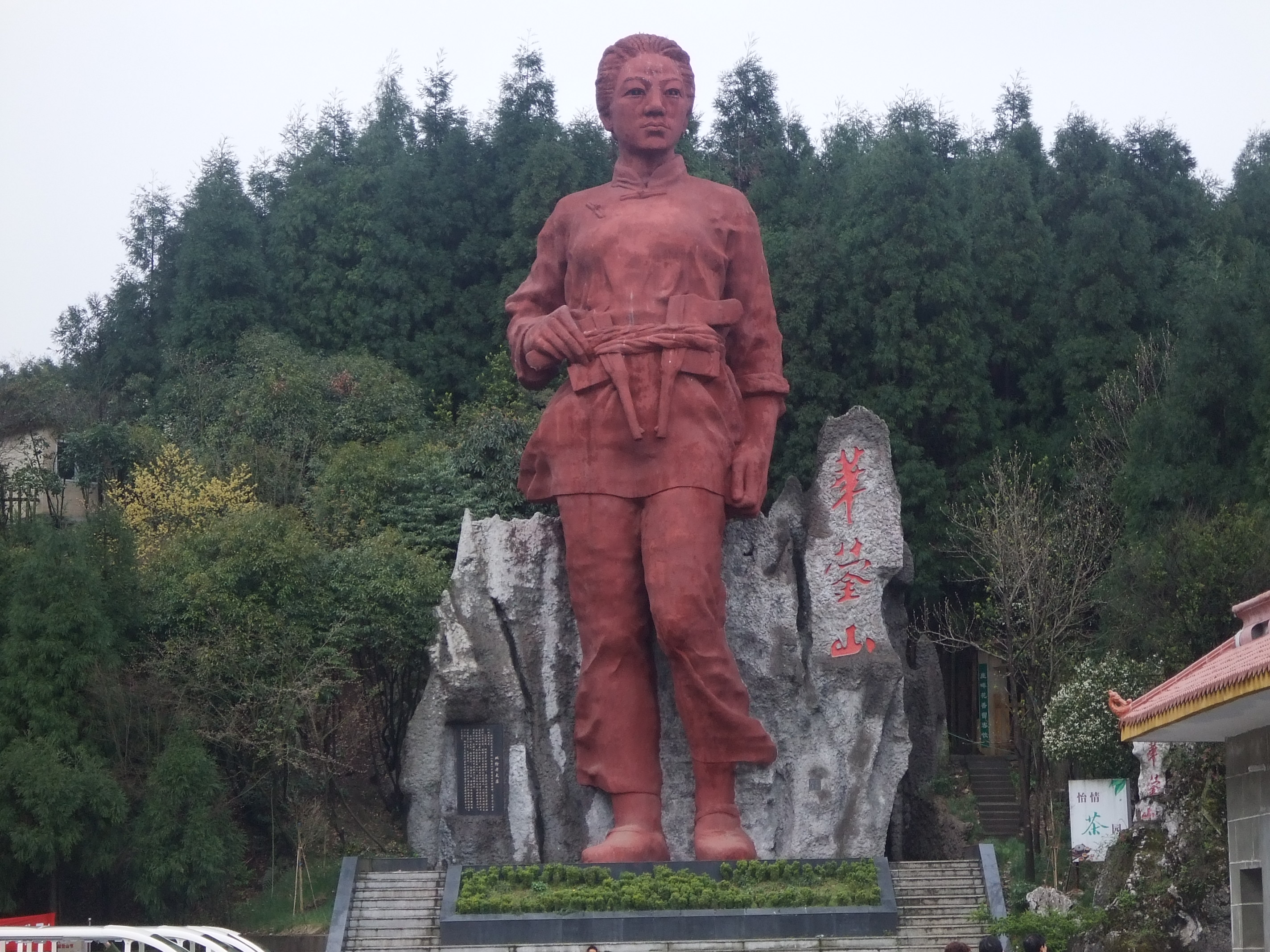
华鎣山景区大门塑像

华蓥曾是川东游击队的主要活动地区，川东游击队在这发动过华蓥山武装起义，长篇小说《红岩》塑造的“双枪老太婆”形象也源于此。

### 自然景观
华蓥山曾被郭沫若誉为“天下第一雄山”，境内有石林、天池、宝鼎、仙鹤洞等景区。
华蓥宝鼎昔为川东佛教圣地，有“西朝峨眉，东朝宝鼎”之誉。

### 人文古迹
褒先寺是重要的南宋文化遗产，安丙墓及其族属墓群被称为“1996中国十大考古发现”之一，现为国家重点文物保护单位，是目前保存最完整、规模最大、艺术价值最高的南宋古墓藏。
五星桥、《新华日报》纸厂旧址、代家嘴遗址、华光仪器厂旧址也位于此。

### 各大展馆
华蓥山中外名人蜡像馆是西南区唯一的大型蜡像馆，于2006年开始修建，总面积约为2000多平方米。该展馆的明星蜡像由于过于丑陋遭到了批评，后被整改。
华蓥山•中国酒文化博物馆高两层。一楼展示了中国传统酿酒的酵池、酒肆、酒窖；二楼由中国名酒、地方名酒、洋酒、香型酒、珍藏酒、酒文化艺术墙等展厅组成。馆中陈列了许多酒的实物、古人的相关诗词歌赋、中国不同历史时期使用的酒具和酒器。“融知识性、趣味性、学术性于一体，在追本溯源中，清晰而深刻地展示了中国酒文化的背景及内涵”。
长安历史记忆馆是中国的首家个人历史记忆馆，占地面积为1200平方米，共分“我的童年生活”、“我的红色记忆”、“我是铁道兵”、“我为祖国修铁路”、“我的第二故乡广安”5个展区。